# Cromlec'h de Kergonan
Le cromlec'h de Kergonan est une enceinte mégalithique  située sur l'Île-aux-Moines, dans le Morbihan en France.

## Localisation
Le cromlec'h est situé au centre de l'Île-aux-Moines, au hameau de Kergonan,  pour partie sur une propriété privée (au nord), la partie sud, propriété du conseil départemental du Morbihan est accessible aux visiteurs.

## Historique
La première mention du site date de 1827, à l'époque 24 pierres sont encore debout. Le site est classé au titre des monuments historiques par la liste de 1862. Le site a été fouillé par A. Mauricet vers  1877 et étudié par René Merlet en 1922.

## Description
L'enceinte mégalithique est composée de 31 pierres, dont 24 pierres encore dressées (en 1877, 36 étaient encore visibles), dessinant une forme de fer à cheval largement ouvert au sud-est d'environ 100 m de long sur 75 m de profondeur. La hauteur des pierres est comprise entre 2 m et 3 m pour une largeur de 1 à 2 m. Selon Merlet, le site serait orienté selon les lignes solsticiales et constituerait un point de visée par rapport à d'autres sites mégalithiques voisins (Graniol, Er-Lannic) mais la végétation et les constructions récentes ne permettent pas de vérifier cette théorie.